# مملكة القرد (فلم)
مملكة القرد هو فيلم وثائقي تم إنتاجه في الولايات المتحدة وصدر في سنة 2015. الفيلم من إخراج ألاستيير فوثرغل يدور حول عائلة من القردة الذين يعيشون في الأطلال القديمة التي تأسست في أدغال بولوناروا في سري لانكا أنتج في استديوهات ديزني في 17 أبريل 2015.

## الميزانية والإيرادات
حقق إيرادات تقدر بـ 17.1 مليون دولار.

## روابط خارجية
- مقالات تستعمل روابط فنية بلا صلة مع ويكي بيانات